# Ferčekovce
Ferčekovce jsou částí města Spišská Nová Ves, která se nachází asi 2 kilometry jižně od jeho centra. Počet obyvatel Ferčekovic je přibližně 2000.
Obytnou zónu tvoří rodinné domy, lokály a čtyři malé obytné domy. Tato městská část patří mezi velmi tiché a klidné části města. Přes Ferčekovce protéká potok Holubnica (Dubnica), který sem přivádí vody z Novoveská Huty. V městské části funguje prodejna s potravinami, pohostinství pod lyžařským vlekem a nachází se zde i nově postavený kostel Panny Marie Fatimské. Dopravu do této městské části zajišťuje linka městské hromadné dopravy číslo 13 a linka číslo 3. Cesta do centra města trvá pěšky 20–30 minut. Ve Ferčekovcích se také nachází zajímavá přírodní památka, asi 200letá lípa, která patří mezi chráněné přírodní dědictví. Ubytovat se zde je možné ve více penzionech. Ve Ferčekovcích kdysi fungoval sezónní lyžařský vlek s umělým zasněžováním, a také mateřská škola, jejíž objekt však byl odprodán soukromému majiteli a přestavěn na byty.